# Tom Carbon
Tom Carbon is een Vlaamse humoristische strip, van tekenaar Luc Cromheecke en scenarist Laurent Letzer. In de beginperiode werkte ook Fritzgerald (pseudoniem van Gert Wijninckx) mee als scenarist.

## Stijl en kenmerken
Kenmerkend voor de verhalen van Tom Carbon is de absurde humor. 
In de oudere verhalen treedt Carbon vaak op als verteller van fabelachtige kortverhalen aan zijn neefje. Zo legt hij aan zijn neefje uit dat de croissants van de maan afkomstig zijn. In een ander verhaal vertelt hij zijn neefje dat de paashazen op het Paaseiland een paaseierenfabriek runnen, die op vraag van het Vaticaan eieren leveren aan de klokken van Rome.
Vanaf het tweede album wordt Tom Carbon vaker zelf de hoofdrolspeler. Zo ontdekt hij een middeleeuwse ridder in de tweedehandsijskast die hij op de kop tikte, en die ook een teletijdmachine blijkt te zijn. In een ander verhaal laat hij zijn belastingaangifte invullen door een geest die tevoorschijn komt uit een oud koffiezetapparaat. 
Een terugkerend personage is Wortelmans, de chagrijnige vegetarische buurman van Tom Carbon, met wie hij het vaak aan de stok krijgt. 
Vanaf het vierde album evolueren de verhalen van Tom Carbon naar gags van één of twee pagina's, op vraag van uitgeverij Dupuis.

## Historiek
De auteurs, Cromheecke, Letzer en Fritzgerald, leerden elkaar begin jaren '80 kennen op de Koninklijke Academie voor Schone Kunsten in Antwerpen.
De eerste kortverhalen van Tom Carbon werden vanaf 1985 gepubliceerd in het stripblad Robbedoes, en diens Franstalige tegenhanger Spirou. In 1991 werd het eerste stripalbum van Tom Carbon (In goed gezelschap) gepubliceerd bij uitgeverij Dupuis.
Deze band met de Franstalige uitgeverij Dupuis en met Spirou, maakte dat Tom Carbon ook bekendheid verwierf in Frankrijk en Franstalig België (als 'Tom Carbone'). In 1992 en 1994 werd Tom Carbon genomineerd voor de Alph'art Award op het Franse stripfestival van Angoulême, wat voor een Vlaamse strip eerder uitzonderlijk was.
In 1993 won Tom Carbon de prijs van 'Beste humoristische strip' van het Vlaams Stripcentrum.
In de jaren '90 zijn er drie Tom Carbon-albums verschenen in het Duits, onder de naam 'Fritz Lakritz'. Enkele cartoons van Tom Carbon verschenen ook in verschillende anderstalige bladen, waaronder in het Deens en in het Indonesisch.
Na vier albums besloot Dupuis in 1996 om de publicatie van de Tom Carbon-strip stop te zetten, wegens lage verkoopcijfers.
In 2003 en 2004 verschenen twee albums van Tom Carbon bij de Nederlandse uitgeverij Bee Dee, in zwart-wit en in een beperkte oplage voor 500 exemplaren: Lunatoys en Tannenbaum. Het betrof een lang verhaal in twee delen, dat in 1988 in het weekblad Robbedoes werd voorgepubliceerd, maar waarvan de voorpublicatie destijds voortijdig werd stopgezet. De verhalen waren nooit in albumvorm verschenen, en het verhaal Tannenbaum was zelfs niet helemaal afgewerkt. Cromheecke werkte op vraag van Bee Dee de laatste zes pagina's van Tannenbaum nog af. Van Lunatoys verscheen in 2006 nog een tweede druk.
In 2010 besliste de Nederlandse uitgever Strip2000 om een aantal albums van Tom Carbon uit te geven. Eerst verscheen in 2010 een album, De Knetterende Gek, met nooit eerder gepubliceerde gags. Vervolgens werden de vier albums die in de jaren '90 bij uitgeverij Dupuis verschenen, door Strip2000 in een nieuw jasje gestoken en van 2010 tem 2013 heruitgegeven. De lange verhalen Lunatoys en Tannenbaum verschenen intussen in 2012 als nummer 6 en 7 in deze reeks en werden voor deze uitgave voor het eerst ingekleurd.

## Albums[12]
| Nr. | titel                 | jaar |
| --- | --------------------- | ---- |
| 1   | In goed gezelschap    | 1991 |
| 2   | Koude kunstjes        | 1992 |
| 3   | Schudden voor gebruik | 1993 |
| 4   | Kunst & vliegwerk     | 1994 |

| Nr. | titel      | jaar |
| --- | ---------- | ---- |
| 1   | Lunatoys   | 2003 |
| 2   | Tannenbaum | 2004 |

| Nr. | titel                 | jaar |
| --- | --------------------- | ---- |
| 1   | In goed gezelschap    | 2010 |
| 2   | Koude kunstjes        | 2011 |
| 3   | Schudden voor gebruik | 2012 |
| 4   | Kunst en vliegwerk    | 2013 |
| 5   | De knetterende gek    | 2010 |
| 6   | Lunatoys              | 2012 |
| 7   | Tannenbaum            | 2012 |